# Liste der Stolpersteine in Frankfurt-Sossenheim
Die Liste der Stolpersteine in Frankfurt am Main führt die vom Künstler Gunter Demnig verlegten Stolpersteine in Frankfurt am Main auf. Die Initiative Stolpersteine in Frankfurt am Main e. V. hat seit November 2003 die Verlegung von ca. 2000 Stolpersteinen, mindestens fünf Kopfsteinen und mindestens vier Stolperschwellen veranlasst. Die Initiative wird von der Stadt Frankfurt sowie von zahlreichen Institutionen, darunter das Jüdische Museum und das Institut für Stadtgeschichte unterstützt.
Die Steine erinnern an Menschen, die während der Zeit des Nationalsozialismus verfolgt, verhaftet, gequält, entrechtet, zur Flucht oder zum Suizid getrieben oder ermordet wurden. An ihrem letzten frei gewählten Wohnort in Frankfurt erinnern die Steine an alle Opfer des Nationalsozialismus: an Juden, Sinti und Roma, politisch Verfolgte, Zeugen Jehovas, Homosexuelle und Zwangsarbeiter, an als „asozial“ gebrandmarkte Menschen und an die Opfer der sogenannten „Euthanasie“-Morde an Kranken und Behinderten.
Im Oktober 2018 verlegte Gunter Demnig in Frankfurt den europaweit siebzigtausendsten Stein.
Die Stadtteile sind nach der Liste der Stadtteile von Frankfurt am Main angelegt. In den nicht gelisteten Stadtteilen liegen bislang keine Stolpersteine.
Über die hinter den Namen der Opfer liegenden Links lässt sich die zugehörige Biographie auf der Homepage der Stadt Frankfurt aufrufen.

## Liste
| Adresse                  | Name                                   | Verfolgungsschicksal | Verlegedatum  | Bild                                         | Anmerkung       |
| ------------------------ | -------------------------------------- | --- | ------------- | -------------------------------------------- | --------------- |
| Westerbachstraße 300 ·   | Ziegeleibetriebs-gesellschaft m. b. H. | Hier in Zwangsarbeit Ziegeleibetriebs-G.m.B.H. 1940–1941 18 deutsche Juden 1942–1945 27 Russen und Ukrainer viele deportiert und ermordet  | 30. Okt. 2024 |                                              | siehe auch Wiki |
| Renneroder Straße 23 ·   | Walter Allfeld                         | Walter Allfeld 5.5.1884 Zwangsarbeit 1945 Organisation Todt Clausthal-Zellerfeld befreit                                                   | 05. Sep. 2021 |                                              |                 |
| Renneroder Straße 23 ·   | Dora Allfeld                           | Dora Allfeld geb. Adler 6.4.1889 deportiert 1945 Theresienstadt befreit                                                                    | 05. Sep. 2021 |                                              |                 |
| Renneroder Straße 23 ·   | Hans Allfeld                           | Hans Allfeld 28.6.1921 Zwangsarbeit 1945 Organisation Todt Clausthal-Zellerfeld befreit                                                    | 05. Sep. 2021 |                                              | siehe auch Wiki |
| Schaumburger Straße 19 · | Mathilde Roth                          | Mathilde Roth geb. 4.2.1889 tod 17.11.1943                                                                                                 | 23. Okt 2020  | Stolperst Schaumburger Str. 19 Roth Mathilde |                 |
| Michaelstraße 66 ·       | Johann Josef Weber                     | Johann Josef Weber Jg. 1893 im Widerstand/KPD verhaftet 1936 'Hochverrat' Zuchthaus Freiendiez 'Schutzhaft' 1942 Dachau ermordet 25.4.1944 | 18. Mai 2018  |                                              |                 |
| Thomestraße 3 ·          | Josef Weinreiter                       | Josef Weinreiter Jg. 1899 im Widerstand/KPD verhaftet 1937 Buchenwald ermordet 1.12.1937                                                   | 18. Mai 2018  |                                              |                 |